# Bruce Alger
Bruce Reynolds Alger, född 12 juni 1918 i Dallas i Texas, död 13 april 2015 i Palm Bay i Florida, var en amerikansk republikansk politiker. Han var ledamot av USA:s representanthus 1955–1965.
Alger utexaminerades 1940 från Princeton University och deltog i andra världskriget i United States Army Air Forces. År 1955 efterträdde han Joseph Franklin Wilson som kongressledamot och efterträddes 1965 av Earle Cabell.
I samband med presidentvalet 1960 protesterade Alger mot Lyndon B. Johnsons tal i Dallas mindre än en vecka före själva valdagen. Alger kallade demokraternas vicepresidentkandidat Johnson "socialist och förrädare". Republikanernas presidentkandidat Richard Nixon ansåg att Algers fräna uppträdande var en bidragande orsak till partiets förlust i Texas. Alger uppfattades som en föregångare för Tea Party-rörelsen.